# Punti base della lavorazione a maglia
I punti base della lavorazione a maglia sono cinque e si chiamano in questo modo perché senza questi punti non si può intraprendere nessun lavoro a maglia.
Sono i più facili da lavorare ma sono la "chiave" di ogni lavoro a maglia, i primi passi per ogni principiante.

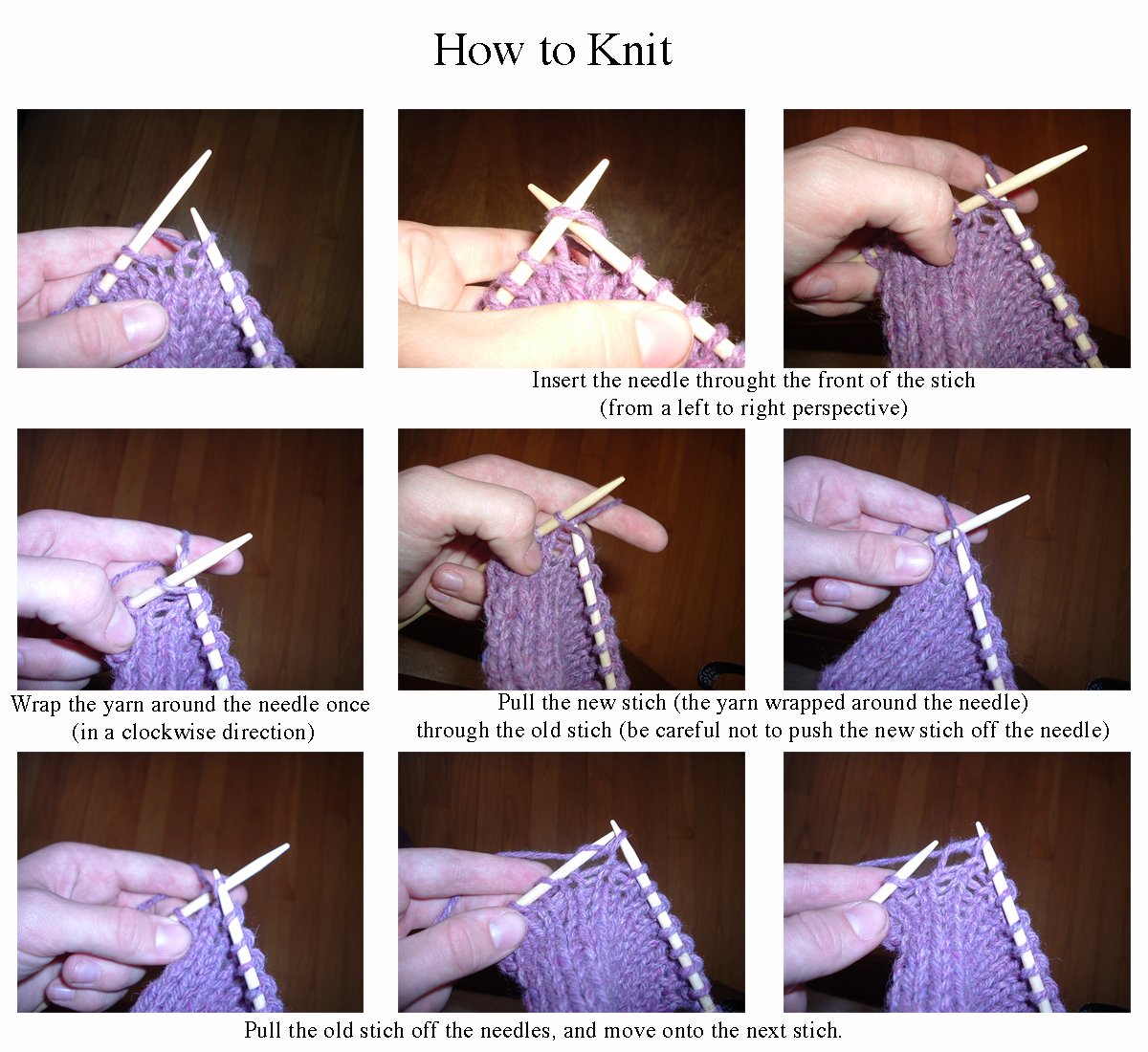
Punti base

Essi sono:

## Punto rasato diritto

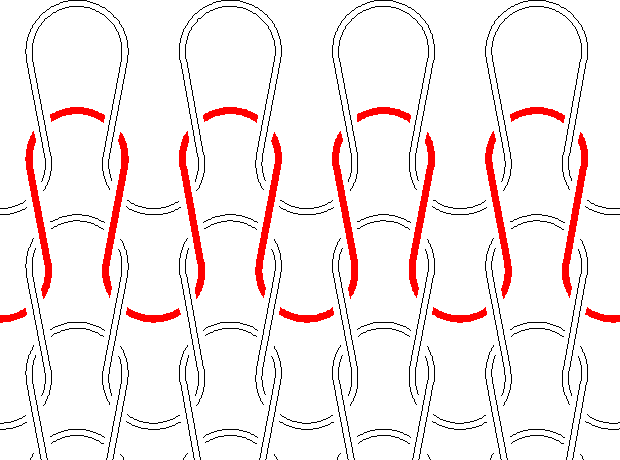
Punto rasato diritto

1º ferro: *Tutte le maglie a diritto*

2º ferro: *Tutte le maglie a rovescio*

3º ferro: *Tutte le maglie a diritto*

4º ferro: *Tutte le maglie a rovescio*

5º ferro: *Tutte le maglie a diritto*

6º ferro: *Tutte le maglie a rovescio*

## Punto rasato rovescio
È il rovescio (il dietro) del punto rasato diritto
1º ferro: *Tutte le maglie a diritto*

2º ferro: *Tutte le maglie a rovescio*

3º ferro: *Tutte le maglie a diritto*

4º ferro: *Tutte le maglie a rovescio*

5º ferro: *Tutte le maglie a diritto*

6º ferro: *Tutte le maglie a rovescio*

## Punto rasato ritorto
1º ferro: *Tutte le maglie a diritto inserendo il ferro nel filo posteriore delle maglie*

2º ferro: *Tutte le maglie a rovescio*

3º ferro: *Tutte le maglie a diritto inserendo il ferro nel filo posteriore delle maglie*

4º ferro: *Tutte le maglie a rovescio*

5º ferro: *Tutte le maglie a diritto inserendo il ferro nel filo posteriore delle maglie*

6º ferro: *Tutte le maglie a rovescio*

## Punto legaccio
1º ferro: *Tutte le maglie a diritto*

2º ferro: *Tutte le maglie a diritto*

3º ferro: *Tutte le maglie a diritto*

4º ferro: *Tutte le maglie a diritto*

5º ferro: *Tutte le maglie a diritto*

6º ferro: *Tutte le maglie a diritto*

## Punto riso
Punto riso detto anche Grana di riso.
1º ferro: *1 maglia a diritto, 1 maglia a rovescio*

2º ferro: *1 maglia a rovescio, 1 maglia a diritto*

3º ferro: *1 maglia a diritto, 1 maglia a rovescio*

4º ferro: *1 maglia a rovescio, 1 maglia a diritto*

5º ferro: *1 maglia a diritto, 1 maglia a rovescio*

6º ferro: *1 maglia a rovescio, 1 maglia a diritto*

## Punti derivati
Vi sono poi i punti derivati, così chiamati perché si eseguono sempre secondo la lavorazione diritto e rovescio, ma la maglia sul ferro non viene presa secondo il modo tradizionale.
I punti derivati sono:
- il punto allungato (nel lavorare la maglia a diritto o a rovescio, si avvolge il filo due o più volte sul ferro di destra, anziché una volta sola);
- il punto ritorto (dal ferro sinistro, si prende sul dietro del lavoro la maglia a diritto o a rovescio);
- il punto intrecciato (la prima maglia viene posta in attesa sul davanti o sul dietro del lavoro, si lavora la maglia successiva e poi si rimette in lavorazione quella sospesa).